# Balingen

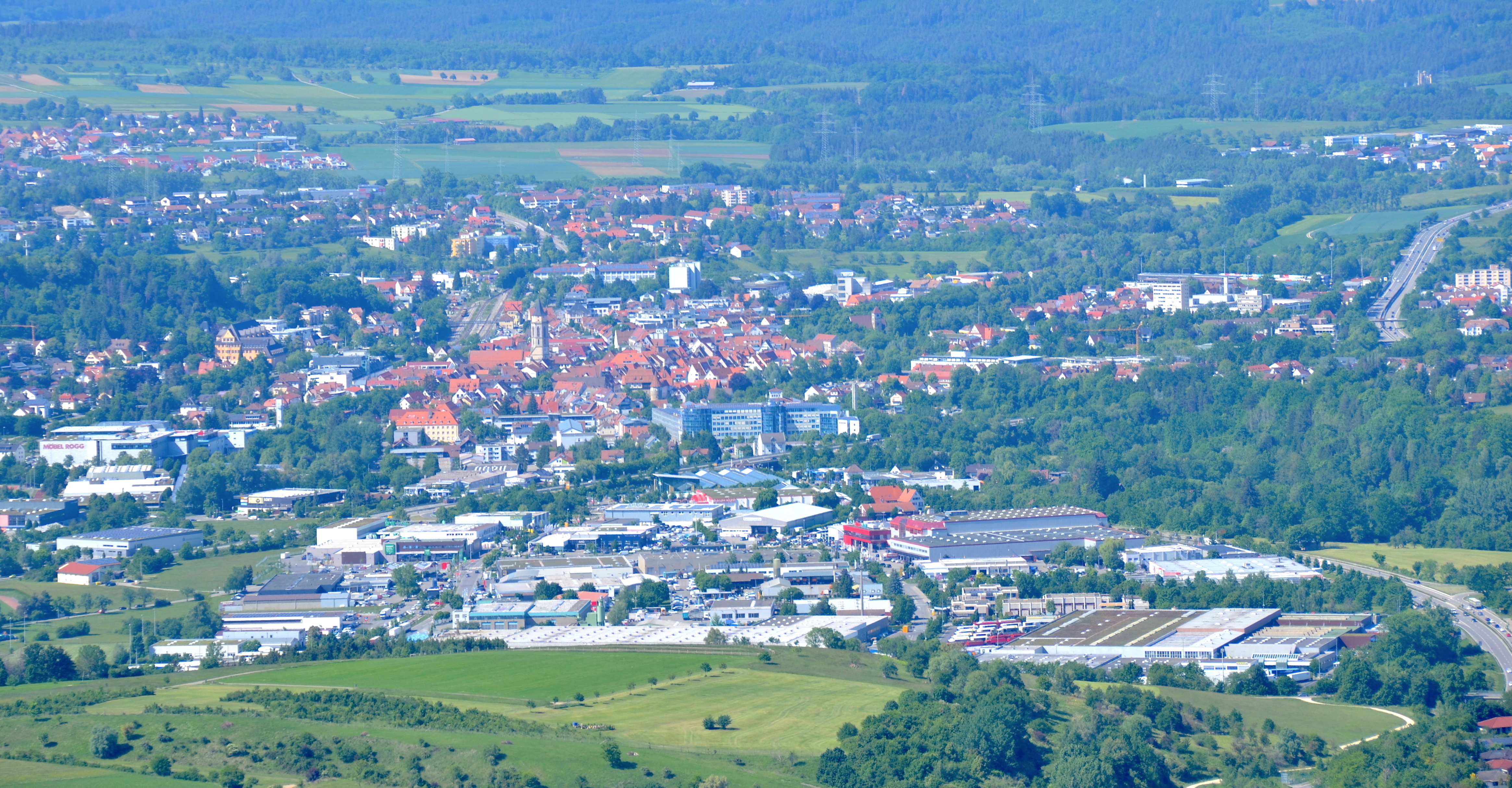
Balingen với Khu công nghiệp Gehrn

Balingen (phát âm tiếng Đức: [ˈbaːlɪŋən] ⓘ; tiếng Swabia: Balenga) là thị trấn thuộc bang Baden-Württemberg, Đức. Nơi đây là thủ phủ của huyện Zollernalbkreis, cách Tübingen 35 km về phía nam, Villingen-Schwenningen 35 km về phía đông bắc và Stuttgart 70 km về phía tây nam.

## Thị trấn kết nghĩa
Baligen là thị trấn kết nghĩa với:
- Royan, Pháp